# カルワ
カルワ（ネパール語：करुवा）は水と酒を提供するためにネパールの家庭で使用される伝統的な容器である 。日常的に使用するものは、真鍮製である。装飾目的のカルワは、銀や金などの貴金属で作られることもある 。
やかんと同様に、カルワは液体を注ぐための湾曲した形状でと注ぎ口をもつ。
最大級のカルワは、ネパールのパルパ郡にある。郡都タンセンのランドマークとして、150kgの青銅で鋳造されたカルワが設置されている 。 
カルワの主な製造地は、パルパ、チェーンプール、ボジプール地区である。しかし、需要の減少により市場は縮小している  。

## ギャラリー

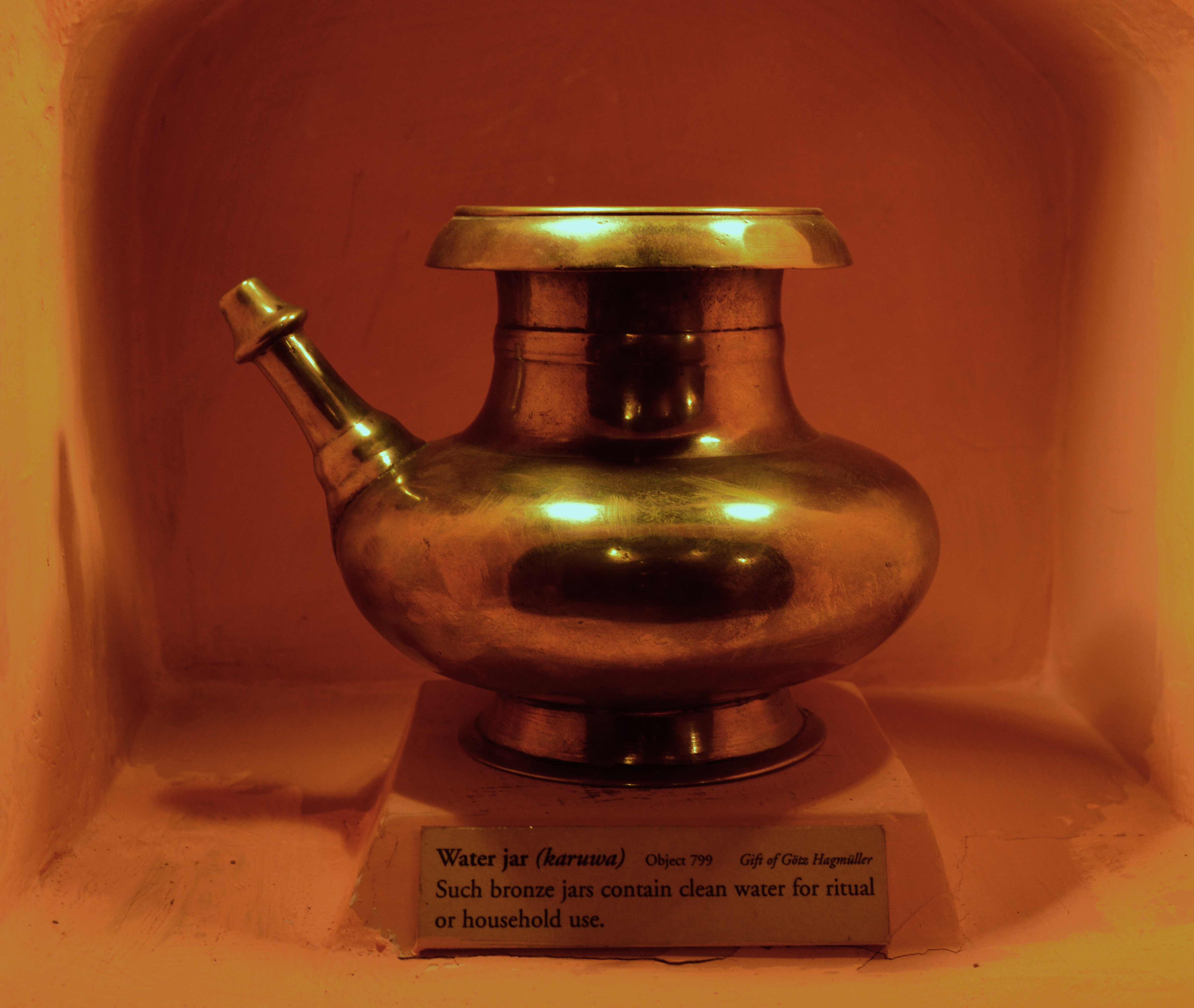
真鍮カルワ
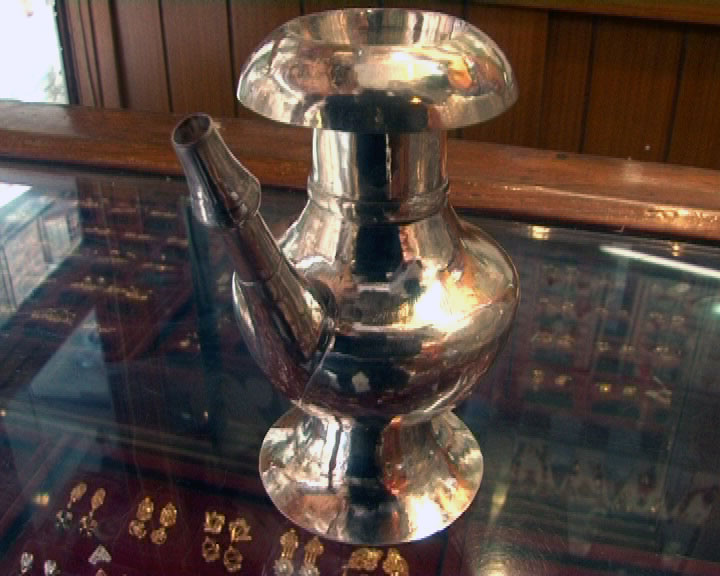
シルバーカルワ
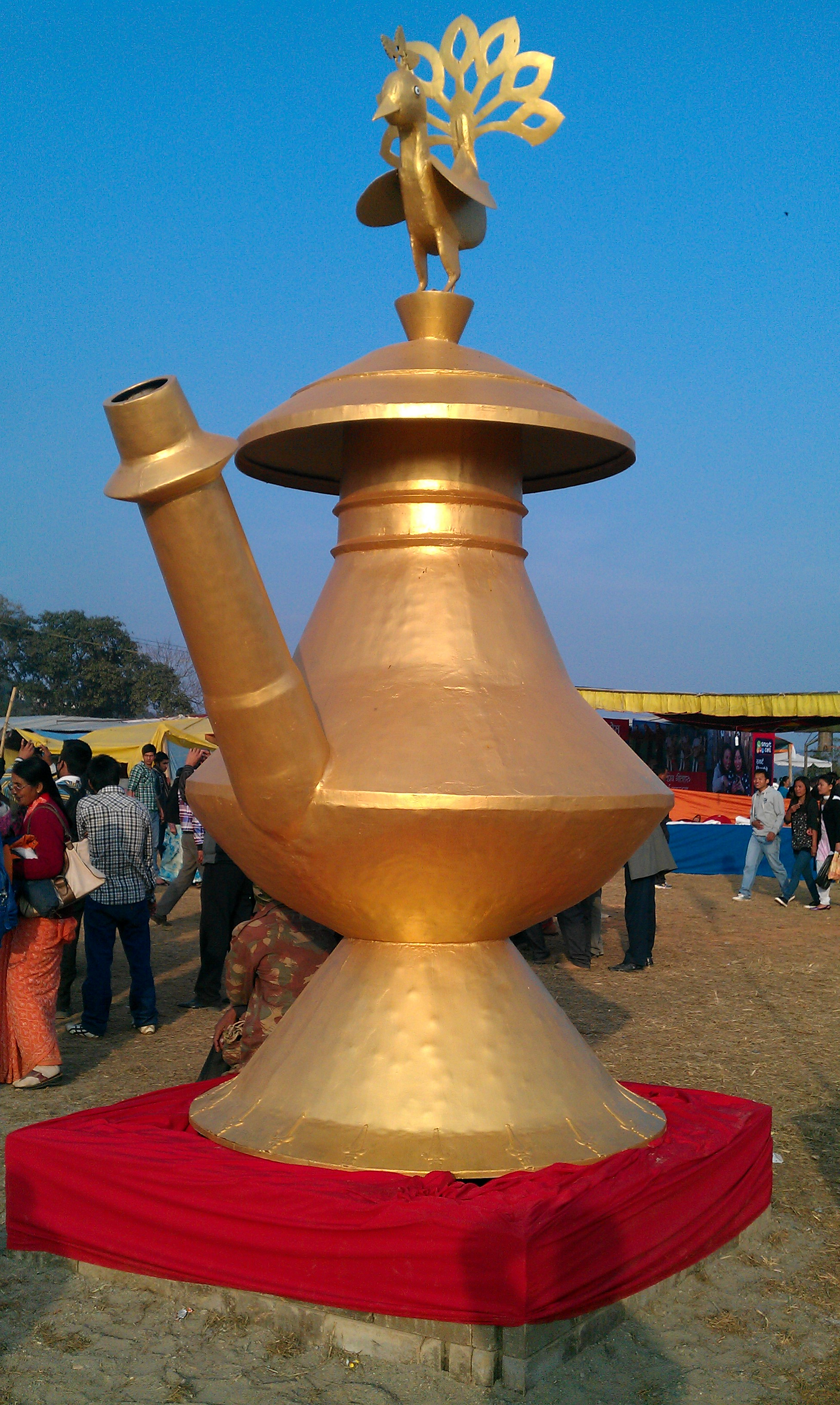
世界最大のブロンズカルワ